# Gin Craze

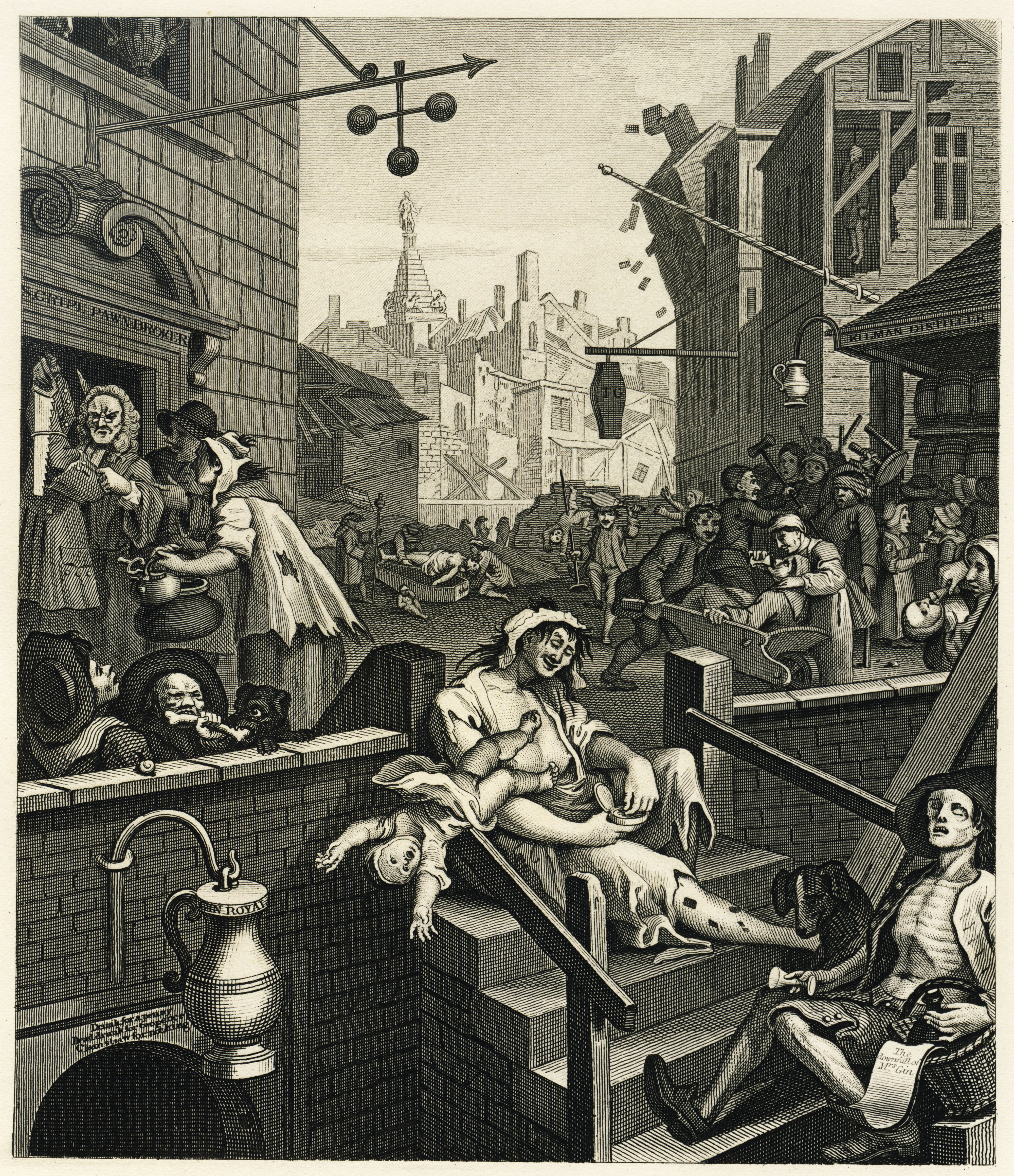
Gin Lane ("El callejón de la ginebra" - 1751), del pintor y grabador William Hogarth, donde se ilustran los estragos y excesos de la ginebra en la Inglaterra del.

El término Gin Craze (expresión en inglés con doble sentido, que podríamos traducir al español como « callejón de la ginebra » o «locura de la ginebra » o « locura del gin » o « ruptura del gin », hace referencia a un período del siglo XVIII, cuando la ginebra se hizo popular y consumida en la clase obrera británica, y particularmente en la zona de Londres. Esta moda creó una verdadera epidemia de embriaguez, que a su vez generó indignación moral en la población, así como una serie de medidas legislativas que incluso algunos comparan con el propio combate moderno contra los narcóticos.
En la época, la ginebra ofrecía una alternativa al brandy francés, en un momento de conflictos a la vez religiosos y políticos entre Francia y Gran Bretaña. En efecto, entre 1689 y 1697, el gobierno británico estableció una serie de leyes orientadas a restringir la importación de brandy, y a promover la producción local de ginebra. Además, el monopolio de la Guilda de los distribuidores de Londres fue abolido en 1690, liberando así el mercado de la destilación del gin.
Cinco leyes importantes también fueron aprobadas entre 1729 y 1751 (1729, 1736, 1743, 1747, y 1751) con el objetivo de controlar el consumo de ginebra. Por otra parte, en esos tiempos existían bebidas alcohólicas similares, y el consumo de alcohol era corriente en todos los niveles socioeconómicos de la sociedad británica, pero era el gin el que entonces más preocupaba a la sociedad.

## Canción de época: "Gin Lane" ("Callejón de la Ginebra")[1]
| Gin, cursed Fiend, with Fury fraught, Makes human Race a Prey. It enters by a deadly Draught And steals our Life away. | Virtue and Truth, driv'n to Despair Its Rage compells to fly, But cherishes with hellish Care Theft, Murder, Perjury. | Damned Cup! that on the Vitals preys That liquid Fire contains, Which Madness to the heart conveys, And rolls it thro' the Veins |

| Ginebra, maldito demonio, lleno de furia, Que hace de la raza humana su presa. Que entra en un trago mortal, Y lejos vuela nuestra vida. | Virtud y verdad en la desesperación, Su rabia las hace huir, Pero ama con atención infernal, El robo, el homicidio, y el perjurio. | Maldita copa, que atrapa a los vivientes, Ese líquido contiene un fuego, Que conduce su locura al corazón, Y luego le guía en las venas |

## Bibliografía de base

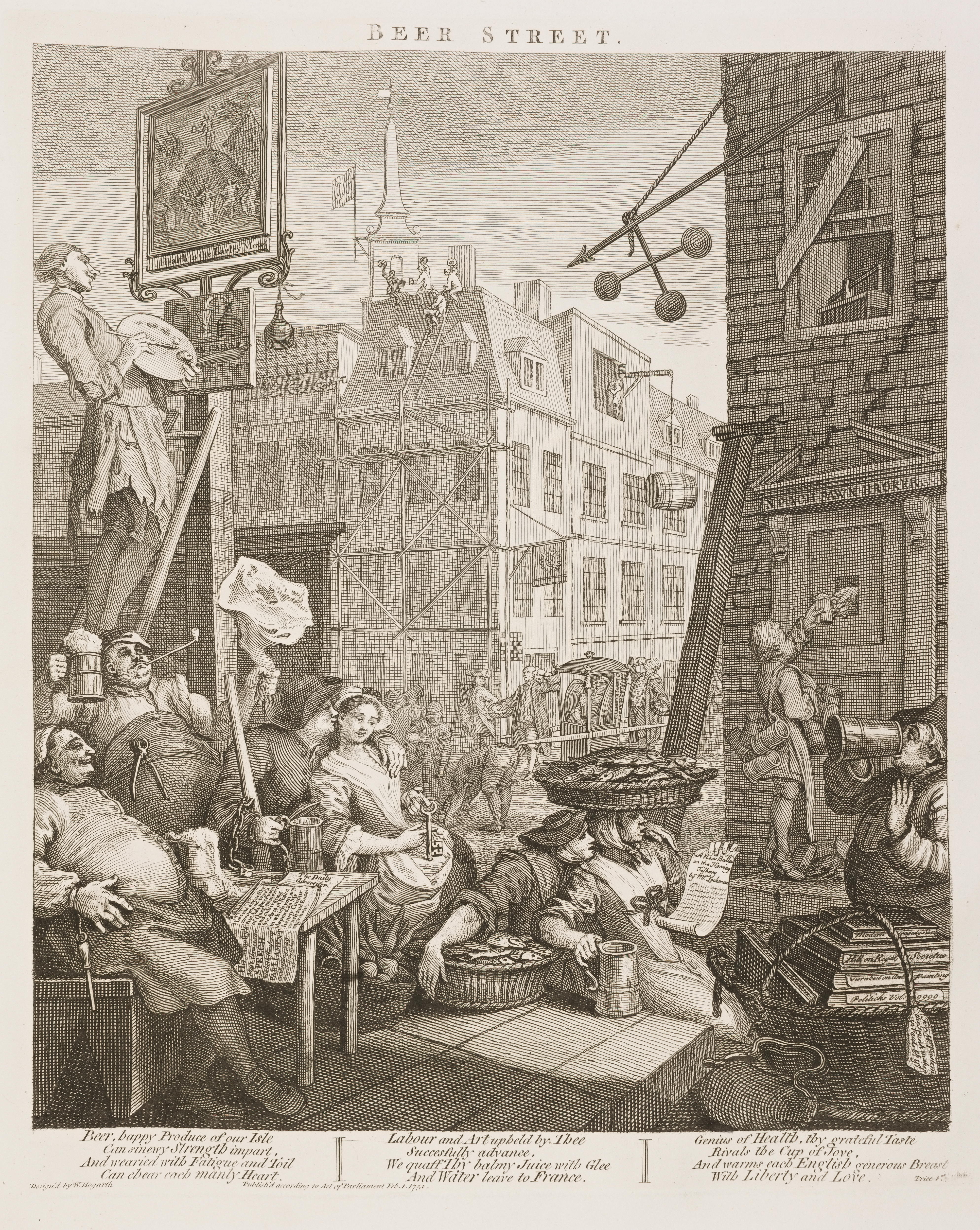
Beer Street ("La calle de la cerveza" - 1751), del pintor y grabador William Hogarth.